# Okres Blovice
Okres Blovice je označení pro politický okres Blovice, který existoval mezi roky 1949–1960 v rámci Plzeňského kraje. 

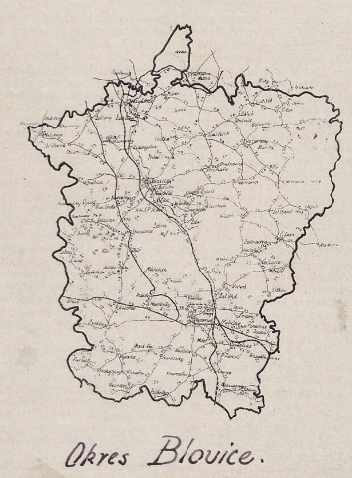
Mapa okresu Blovice uveřejněná v blovické kronice v roce 1949

## Zřízení okresu
V roce 1949 byl vládním nařízením ze dne 18. ledna 1949 o územní organisaci okresů v českých zemích založen okres Blovice. Že v nabídce okresních měst bylo i blízké město Nepomuk, vypovídá zápis z blovické kroniky: "O sídlo tohoto okres. národního výboru se také ucházelo město Nepomuk. Přesto že nepomučtí vedoucí představitelé obce jezdili až do Prahy aby okres získali pro Nepomuk, toho nedocílili. Nepřejí okresnímu městu Blovicům což je projevuje často v různých úředních jednáních."
Ustavující schůze Okresního národního výboru proběhla 30. ledna 1949 v sále blovického Lidového domu. Této schůze bylo přítomno na 400 osob, hlavně zastupitelů místních národních výborů, místních akčních výborů Národní fronty a podobně. Za funkcionáře ONV byli zvoleni následující lidé:
| Jméno            | Povolání                | Funkce       | Bytem    |
| ---------------- | ----------------------- | ------------ | -------- |
| Josef Hofman     | dělník Škodových závodů | předseda ONV | Lipnice  |
| Josef Homan      | učitel                  | tajemník     | Blovice  |
| Václav Nekola    | dělník                  | referent     | Žákavá   |
| Emanuel Staněk   | dělník                  | referent     |          |
| Bohumil Klečka   | dělník                  | referent     | Neurazy  |
| Jan Rada         | zemědělec               | referent     | Vojovice |
| Karel Majkut     | zemědělec               | referent     | Blovice  |
| Bohumil Silovský | živnostník              | referent     |          |
| Marie Šebestová  | žena v domácnosti       | referent     | Blovice  |

## Vymezení okresu
Do tohoto okresu patřila obec Letiny a všechny obce soudních okresů Blovice a Nepomuk, ovšem kromě obcí Bíluky, Chválenice, Měčín, Nebílovský Borek, Nebílovy, Nezbavětice, Petrovice, Předenice, Radkovice, Skašov a Šťáhlavice. Obce, které společně vytvořily okres Blovice, se odtrhly od okresů Plzeň-venkov a Přeštice. V roce 1949 měl tento okres 89 samostatných obcí, ve kterých žilo přes 27 tisíc obyvatel.

## Okresní národní výbor Blovice

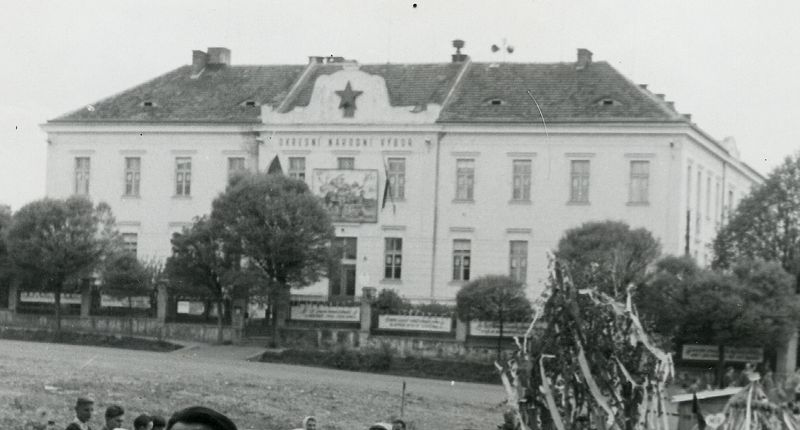
Sídlo Okresního národní výboru Blovice v bývalém chudobinci, 1958

ONV zahájil činnost dne 1. února 1949, a to v budově staré školy u kostela. Avšak už 12. března 1949 se sídlo přemístilo o několik set metrů severněji do bývalého okresního chudobince, jejichž chovanci se téhož dne přestěhovali do nově upravené budovy v Žinkovech. Nápis "Ústav pro přestárlé a práce neschopné" však na budově zůstal ještě mnoho měsíců a budil tak u kolemjdoucích smích. Velikost budovy však nepostačovala požadavkům, a proto byla v roce 1950 provedena přístavba pravého křídla budovy.
Předsedové ONV Blovice:
| Jméno            | Povolání                | Bytem    | Období    |
| ---------------- | ----------------------- | -------- | --------- |
| Josef Hofman     | dělník Škodových závodů | Lipnice  | 1949–1951 |
| Antonín Bárta    | tesař                   | Zahrádka | 1951–1953 |
| Jaroslav Vokurka | truhlářský dělník       | Vlčice   | 1953–1960 |

## Vliv na každodenní život
V roce 1951 začal ONV Blovice vydávat (spolu s okresním výborem KSČ) vydávat týdeník Zpravodaj Blovicka, který přinášel hospodářské i politické informace z celého okresu. V roce 1959 se název změnil na Vpřed, avšak se zrušením okresu Blovice v roce 1960 zanikl i tento týdeník.
V Blovicích byl umístěn i okresní soud s věznicí, okresní sekretariáty KSČ, OAVNF, JSČZ.SČSP (třída Rudé Armády 146) a SČM, okresní spořitelna, okresní stanice Sboru národní bezpečnosti a okresní Strojní traktorová stanice.

## Motorismus v okresu Blovice
Tento okres měl přidělená písmena na poznávacích značkách Č-BH (v letech 1949–1953) a BH (v letech 1953–1960). Okresní oddělení Ministerstva vnitra v Blovicích zaznamenalo za rok 1958 54 dopravních nehod v okresu Blovice, při nichž bylo 5 osob usmrceno a 27 těžce zraněno. Avšak v roce 1959 už to bylo 94 nehod, při kterých bylo zabito 6 osob, 53 těžce zraněno a lehce 34.
I po zániku okresu Blovice, zůstaly u malých motocyklů v platnosti původní SPZ. Např. ještě v roce 1963 byla vydaná značka BH 2222 a předtím i BH 0012.

## Zánik okresu
Že okres Blovice nebude mít pravděpodobně dlouhého trvání, naznačil již novinový článek s nadpisem "Do Blovic je cesta dlouhá..." ze dne 6. října 1959:
"Jistě máš milý čtenáři, určitou představu o okresním městě. Když přicházíš do okresního města očekáváš, že tu najdeš nejen všechny okresní úřady a instituce, ale i hospodářské a kulturní středisko celého okresu. Tak i já jsem měl stejnou představu, dokud jsem nepřijel na delší čas do 'okresního' města Blovic. Funguje tu sice Okresní národní výbor a jiné instituce ale... cožpak to dnes stačí k charakteristice okresního města?
Na příklad stavební ruch. Není. Ať jedeš do Blovic z kterékoliv strany, nikde neuvidíš štíhlý jeřáb - neklamnou známku výstavby. Zamyslíš se a nechápeš. V jiných okresních městech se staví obytné i kulturní domy, stadióny, plavecké bazény. V Blovicích nic takového. Nešťastnému okresnímu městu se již po několik let slibuje slibná perspektiva. Jenže uznejte - v perspektivě se nedá dost dobře bydlet a plány ti střechu nad hlavou nepostaví. Dnes již šedesátiletí kmetové si pamatují, že jim za Rakouska slibovali školu. Nepostavila se, a také za buržoazní republiky k tomu nedošlo. Úkol postavit školu spadl pochopitelně až do naší epochy, která již tolikrát musela odčiňovat příkoří minulosti. Jinde jsem to učinili - ale v Blovicích dosud škola nestojí. (...)
Věřte nebo nevěřte, ale v Blovicích není ani stálé kino. V tomto městě se dovršuje kulturní revoluce tak, že všechny akce včetně filmu, se konají v sokolovně. V praxi to vypadá tak, že jedna organizace hlídá druhou, aby nepřekročila stanovený čas. (...) Ani hotel tu není. Kdybych byl náhodou neměl v Blovicích známého, který by mne vzal na kvartýr, byl bych musel odjet do Plzně, nebo spát v hotelu v Nepomuku (není to okresní město). V Panském domě sice nějaký ten pokoj je, ale vše je obsazeno personálem, , který právě pro nedostatek bytů nemá kde bydlet. A tak se všechno točí pěkně dokola. Teď by bylo na místě přestat. Ale nedá mi to. V Blovicích není ani pořádná prádelna, ani byfé, kde by přespolní dostali hlt teplé polévky.
Končím svůj blovický truchtopis a doporučuji, aby vyslali na pouhých čtrnáct dní všichni ti, kteří mohli pomoci a nepomohli. Pravďáček"
Okres zanikl v roce 1960 – 19. března 1960 zanikla místní okresní organizace KSČ a k 30. červnu 1960 byl zrušen i ONV Blovice. Ale i po zrušení okresu (který se stal součástí nově vzniklého okresu Plzeň-jih) v Blovicích zůstalo mnoho okresních institucí – Okresní archiv, muzeum, výbor Svazarmu a dům výchovy.